# To LOVE
《to LOVE》（愛的次世代）是日本的女歌手西野加奈的第2枚原創專輯。於2010年6月23日發行。唱片公司為SME Records Inc.。

## 概要
- 與上一張專輯「LOVE one.」相距約1年。
- 收錄第7張單曲「愛得更多…」至第10張單曲「好想見你 好想見你」的5首A面曲。
- 新曲「love & smile」是富士電視台「鬧鐘電視present にゃんこ THE MOVIE 除夕SP」的主題曲。
- 新曲「就讓我這樣」是九州朝日放送「水與綠色的故事」的主題曲。
- 新曲「Come On Yes Yes Oh Yeah!!」是樂天清涼薄荷口香糖「企鵝篇」的電視廣告歌曲。
- 本作分「初回限定盤」和「CD盤」2種版本
- 「初回限定盤」收錄了專輯「LOVE one.」收錄曲「想聽你的聲音 feat.VERBAL(m-flo)」、單曲「愛得更多…」、「Dear…」、「Best Friend」等，共5首歌曲的PV和Making。
- 在7月5日、12日於Oricon公信榜專輯週榜取得第1名，成為西野加奈出道以來第1張公信榜每周銷量排名第一的專輯，亦是西野加奈出道以來銷量最好的專輯（100萬張）。
- 新曲「就讓我這樣」於RIAJ數位單曲下載拿下金（10萬）銷量。
- 此專輯令西野加奈成為首位於平成時代出生並獲得第1名的個唱歌手。
- 此外，此專輯的初動張數刷新個唱歌手倖田來未第8張個人原創專輯及第5張精選輯《BEST～third universe～ & 8th AL "UNIVERSE"》的初動記錄。
- 此專輯連續4週於公信榜專輯週排行榜取得TOP 3位置、連續9週取得TOP 10位置、發行後的3週內達成50萬張的銷售量，並於公信榜專輯年排行榜取得第3位，令西野加奈成為2010年專輯發行銷售最高張數的女歌手。
- 在第52屆日本唱片大獎獲得「優秀專輯獎」。

## 收錄內容

### CD（初回限定盤、CD盤）
1. *Prologue* 〜What a nice〜
（作詞：Kana Nishino / 作曲：ViVi / 編曲：SiZK from ★STAR GUiTAR）
2. Best Friend
（作詞：Kana Nishino / 作曲・編曲：GIORGIO CANCEMI）
9th單曲。NTT DoCoMo「ガンバレ受験生'09-'10」競選歌曲、日本電視台「音楽戦士 MUSIC FIGHTER」2010年2月份片頭曲
3. Summer Girl feat. MINMI
（作詞：Kana Nishino, MINMI / 作曲：Jeff Miyahara, Kenji "JINO" Hino, Masa Kohama and MINMI / 編曲：Jeff Miyahara, Kenji "JINO" Hino, Masa Kohama）
4. Hey Boy
（作詞：Kana Nishino / 作曲：Olivia Nervo, Miriam Nervo, Andreas Levander, Jonas Nordelius / 編曲：VIVID Neon*）
5. 愛得更多… （もっと…）
（作詞：Kana Nishino / 作曲・編曲：GIORGIO CANCEMI）
7th單曲。Recochoku的電視廣告歌曲、日本電視台連續劇《探偵M》主題曲
6. love & smile
（作詞：Kana Nishino / 作曲・編曲：toiza71(Digz,inc)）
富士電視台「鬧鐘電視present にゃんこ THE MOVIE 除夕SP」主題曲
7. 就讓我這樣（このままで）
（作詞：Kana Nishino / 作曲：Saeki youthK / 編曲：Kotaro Egami(SUPA LOVE)）
九州朝日放送「水與綠色的故事」主題曲
8. MAYBE
（作詞：Kana Nishino、GIORGIO 13 / 作曲：GIORGIO CANCEMI / 編曲：GIORGIO CANCEMI）
8th單曲。MAYBELLINE NEWYORK「ボリューム エクスプレス マグナム」的電視廣告歌曲。
9. WRONG
（作詞：Kana Nishino / 作曲：BACHLOGIC, Winston Sela, Daniel Sherman / 編曲：BACHLOGIC）
10. Come On Yes Yes Oh Yeah!!
（作詞：Kana Nishino, DJ Mass, Yuki Keity(EXXXIT) / 作曲：DJ Mass(VIVID Neon*), EXXXIT / 編曲：VIVID Neon*）
樂天清涼薄荷口香糖「企鵝篇」的電視廣告歌曲。
11. Dear...
（作詞：Kana Nishino / 作曲：Shinquo Ogura、GIORGIO CANCEMI / 編曲：GIORGIO CANCEMI）
8th單曲。NTT DoCoMo「ガンバレ受験生'09-'10」競選歌曲。
12. 好想見你 好想見你（会いたくて 会いたくて）
（作詞：Kana Nishino, GIORGIO13 / 作曲・編曲：GIORGIO CANCEMI）
10th單曲。GemCEREY的電視廣告歌曲
13. You are the one
（作詞：Kana Nishino / 作曲：ZETTON, Mats lie Skare / 編曲：ZETTON）
14. *Epilogue* 〜to LOVE〜
（作詞：Kana Nishino / 作曲：ViVi / 編曲：SiZK from ★STAR GUiTAR）
西野加奈要求下，不在歌詞卡收錄。

### DVD
1. 想聽你的聲音 feat.VERBAL(m-flo)（PV）
2. Making of 想聽你的聲音 feat.VERBAL(m-flo)
3. 愛得更多…（PV）
4. Making of 愛得更多…
5. Dear…（PV）
6. Making of Dear…
7. Best Friend（PV）
8. Making of Best Friend
9. 好想見你 好想見你（PV）
10. Making of 好想見你 好想見你